# Subartu

Subartu (ook: Soebartoe, geschreven als SU.BIR4ki) of Subir was een landstreek in de oudheid, ruwweg gelegen in het huidige Koerdistan. De naam komt voor in een hele reeks spellingen Subar, Subir, Shubur, S(h)ubaru. In het Neo-Assyrisch is het gewoonlijk Shupria.
De oudste verwijzingen ernaar komen al uit de Vroeg-dynastieke Periode. Er is een hymne aan Nisaba waar het samen voorkomt met Sumer, Tilmun en een vierde onbekend toponiem. Er is ook een inscriptie van Eannatum van Lagash die een bondgenootschap van Shubur, Elam en Arawa bevocht. In de tijd van Sargon van Akkad werd het beschreven als "Van de Cederbergen tot Anshan: het land van Subartu". Lugalannemundu van Adab suggereert dat het ten noorden van Gutium is en ten oosten van Amurru. Het is echter goed mogelijk dat er verschillen zijn tussen wat men er in de ene tijd onder verstond en de andere. Rond 2200 v.Chr. is er sprake van een 'Groot Subartu' dan van het Amanus- tot het Zagrosgebergte strekte, maar het eingelijke Subartu was waarschijnlijk kleiner en lag meer aan de bovenloop van de Tigris. In de tijd van Mari verwijst S(h)ubartum naar het gebergte in het noorden, noord of noordoost van de Jazirah. Later, in de Neo-Assyrische tijd moet het een kleiner gebied in de bergen geweest zijn.

## Taal
Over de taal die bewoners van Subartu spraken is maar heel weinig bekend. Een aantal namen van personen lijken uit hun taal te stammen, dat geldt bijvoorbeeld voor de koningen Ushpia en Kikia die op de Assyrische koningslijsten voorkomen. De omgeving van Assur zelf was mogelijk oorspronkelijk Subaritisch. De stad heette eerst Baltil en het land Subir. Er zijn pogingen gedaan het Subaritisch met het Hurritisch in verband te brengen, maar Gelb heeft laten zien dat het twee verschillende volkeren waren. Een tekst uit Nippur uit de tijd van Naram-Sin heeft een aantal Subaritische persoonsnamen die zich duidelijk onderscheiden van Hurritische namen.